# Radomir Damnjanović
Radomir Damnjanović, auch als Radomir Damnjanović Damnjan bekannt (* 10. Dezember 1936 in Mostar, Jugoslawien; † 10. Juli 2025 in Mailand, Italien) war ein jugoslawischer Maler und Body-Art-Künstler. Er lebte und arbeitete in Belgrad und Mailand.

## Leben und Werk
Radomir Damnjanović beendete 1957 sein Studium an der Akademie der Bildenden Künste in Belgrad. Im Jahr 1958 hatte er seine erste Einzelausstellung in Belgrad, 1961 eine weitere wichtige im Studio G in Zagreb. Von 1959 bis 1965 malte er fantastische Landschaften und Stadtansichten, 1970 begann er im Stil des Minimalismus zu malen. Er bediente sich außerdem der konzeptuellen Kunst mit Fotografie und Multimediatechniken wie Film und Video. Seit 1973 trat er als Performance- und Body-Art-Künstler auf.
Im Jahr 1974 übersiedelte Damnjanović nach Mailand, wo er seitdem lebte.
In den 1960er Jahren bekam seine Kunst internationale Aufmerksamkeit. 1963 nahm er an der Biennale von São Paulo teil, im Jahr 1964 wurde er zur Teilnahme an der documenta III in Kassel eingeladen, 1966 war er auf der Biennale von Venedig vertreten. In der Galerie Zäune 8, Zürich, fand 1967 eine wichtige Einzelausstellung statt. 1986 wurde eine erste große Retrospektive seiner Arbeit im Museum für zeitgenössische Kunst in Belgrad gezeigt. Es folgten zahlreiche Ausstellungen und Performances weltweit. Seine Arbeiten sind in zahlreichen öffentlichen und privaten Sammlungen vertreten.